# 金伯飯
金伯飯（?—?），是朝鮮三國時代新羅的宗室。新羅第24代王真兴王的孙子，第26代王真平王的弟弟。
579年（真平王元年）真平王即位，八月，册封母弟金伯飯爲眞正葛文王，金國飯爲真安葛文王。夫人是榮蔓宮主。伯飯的名字出自佛教释迦牟尼的传说，是释迦牟尼叔叔、净饭王弟弟的名字伯飯（白饭）。

## 家庭

### 祖父
- 真兴王

### 父
- 銅輪太子

### 母
- 萬呼夫人

### 妻
- 榮蔓宮主